# 珂拉琪
珂拉琪 (注音: ㄎㄜ ㄌㄚ ㄑㄧˊ、拼音: Kē Lā Qí、英語: Collage、日本語: コラジ) は、2019年1月31日に結成された台湾出身の音楽デュオである。メンバーはナツコ (中国語: 夏子·拉里又斯、アミ語: Natsuko Lariyod) と、ハンター・ワン (中国語: 王家權; 白話字: Ông Ka-koân、英語: Hunter Wang) の2人である。
2022年には「台湾のグラミー賞」とも言われる金曲奨において新人賞を獲得した。

## 概要
「珂拉琪」(Collage) というバンド名の由来は、異なる素材を貼り合わせて一つにする美術技法「コラージュ」である。
音楽性の面では、ロックや電子音楽、ヘヴィ・メタルなど様々なジャンルの要素が認められる。また、東洋音階を取り入れた作曲も行なっている。2019年の楽曲『TIC』では、VOCALOIDを使用した編曲も試みている。
楽曲の歌詞にも、台湾語・英語・日本語・アミ語 (台湾原住民語の一つ)といった複数の言語が含まれている。台湾語詞はギタリストのハンター・ワンが、日本語詞とアミ語詞はアミ族のルーツを持つボーカリストのナツコが担当している。
なお、中華民国の国語（臺灣華語、中国大陸の官話に類似）は、楽曲の中で一切使用されていない。
歌詞のテーマは台湾の歴史や文化に関するものが多い。

## メンバー
ナツコ (夏子·拉里又斯、Natsuko Lariyod)
屏東出身、小学校2年生まで台東及び台北で過ごし、小学校3年生から高中時代を桃園で暮らす。2017年からYoutube上でVOCALOID及びJ-POP楽曲のカバー動画を公開している。珂拉琪ではボーカルと作詞作曲のみならず、楽曲のアートワークも担当している。なお、「ナツコ」は本人のアミ語名であり、アミ族の祖母が日本語の人名から付けたものである。
ハンター・ワン (王家權、Ông Ka-koân、Hunter Wang)
中学時代に、ジェイ・チョウのファンであった兄の影響でギターを始める。大学時代には「哈哈珊珊」というバンドで活動していた。椎名林檎やRADWIMPSといった日本のアーティストのファンである。珂拉琪の楽曲制作においては、日本のバンドSiMを参考にしているという。

## 略歴
デュオ結成のきっかけは、ChthoniCとThe Ballが2018年に主催した楽曲カバーコンテスト「天下第一閃靈改造大會」である。ChthoniCの楽曲『合掌』のカバーを披露したワンとナツコは、「19歳以上」の部門で優勝したが。それ以前は、両者の間に面識はなかったという。
2019年に珂拉琪としての活動を開始した両者は、翌2020年にかけて8つの楽曲をStreetVoice及びYoutube上に公開した。2020年の楽曲『万千花蕊慈母悲哀』は、2022年時点でYoutubeの再生回数が1000万回を突破している。
2021年12月22日には、ファーストアルバムとなる『MEmento・MORI』がStreetVoice上にリリースされた。彼らはこの『MEmento・MORI』により第33回金曲獎 (中国語版) の最優秀新人賞を受賞した。
2024年12月23日には、セカンドアルバム『Deus Ex Machina』がリリースされた。